# Stazione di Bitonto
Stazione di Bitonto vasútállomás Olaszországban, Bitonto településen.

## Vasútvonalak
Az állomást az alábbi vasútvonalak érintik:
- Bari–Barletta-vasútvonal

## Kapcsolódó állomások
A vasútállomáshoz az alábbi állomások vannak a legközelebb:
- Stazione di Bitonto Santi Medici
- Sovereto railway station